# Blera fallax
Espèce
Blera fallax est une espèce de syrphes assez rare, que l'on trouve généralement à proximité des pins matures en Europe centrale et du nord.

## Biologie
La larve de Blera fallax se rencontre dans des trous humides dans les racines de pins, notamment du pin sylvestre, mais aussi dans d'autres conifères. On connait mal les habitudes de l'adulte, à part qu'on le trouve souvent sur les fleurs de framboisier.

## Conservation
En Écosse, dans des sites de la RSPB, des tentatives ont été réalisées pour créer artificiellement des trous dans les racines pour le développement des larves. Cela a conduit à une augmentation du nombre d'adultes dans certains secteurs, mais la conservation de l'espèce demeure préoccupante.